# 抽苔

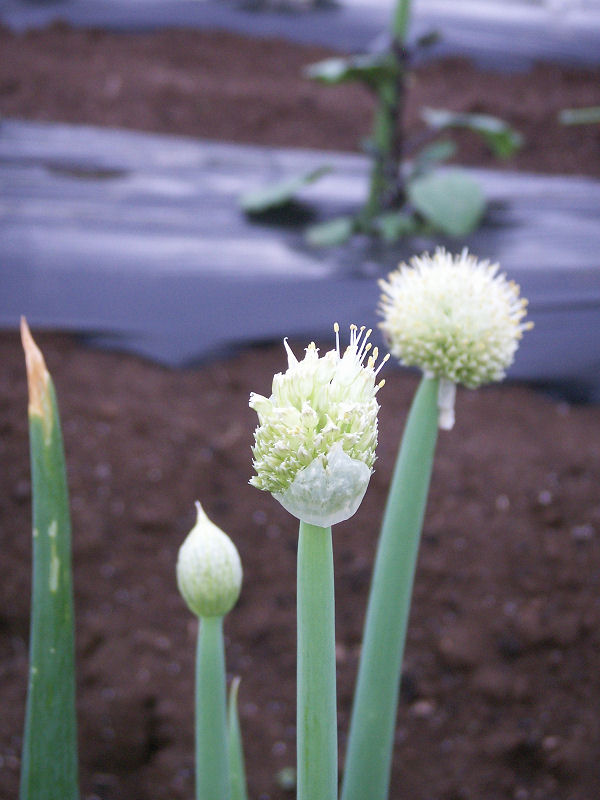
ネギ坊主

抽苔（ちゅうだい）とは、農作物に花芽が付き（花が咲き）、花茎がのびる現象。抽台。薹立ち（とう立ち、トウ立ち）ともいう。

## 葉根菜

### 影響
キャベツやダイコンなどの葉根菜の多くは栽培中には茎が伸びない短縮茎であるが、花芽が付くと茎が伸び始めて葉や根の発育が抑えられて収量が低下する。葉物の場合、ネギやキャベツでは葉や茎がかたくなったり、キャベツなど結球する葉菜類の場合は丸まらなくなる。根菜の場合、根が太らなくなり、カブやダイコンには「す」が入って品質が悪くなる。
ネギの場合、抽苔により、一つの花房に約250〜400の花が集まった「ネギ坊主」を付けるが、花を支える花茎が非常に硬くなるため葉は食用に適さなくなる（ネギ坊主の蕾自体はこれとは別に食用にすることがある）。

### 原因
抽苔の原因には、日長、気温、栄養などがある。
- 日長
  - 長日（日長が一定の時間より長い場合に反応） - ホウレンソウ、タカナ、シュンギク、ハツカダイコン、ニラ、ラッキョウ[1][3]
  - 短日（日長が一定の時間より短い場合に反応） - キュウリ、イチゴ、シソ[1][3]
- 気温
  - 低温（バーナリゼーション）[3]
    - 種子春化型（種子の時から低温に反応） - ダイコン、カブ、ハクサイ、ミズナ、エンドウ、ソラマメ[1][3]
    - 植物体春化型（一定の生育後の低温に反応） - タマネギ、キャベツ、セロリ、ネギ、ニンニク、ニンジン、ゴボウ[1][3]

  - 高温 - レタス[3]
- 栄養 - トマト、ナス、ピーマン、トウガラシ[1][3]。ただし、トマトやナスなどの花芽を付けた茎が伸びる現象は短縮茎の伸長による抽苔とは異なる[3]。

### 対策
- 抽苔しにくい品種（晩抽性品種）を選ぶ[1][3]。
- 極端な早蒔きを避ける[1]。
- マルチ被覆やトンネル栽培等による保温を行う[1][3]。
- 抽苔が起こる前に収穫する[1]。

## 花菜類
花芽を食用にするナバナなどは花が咲かないと食用にすることができない。ブロッコリーやカリフラワーなどの花菜類では花芽を付けさせることが重要で、花蕾の形成は他のトウ立ちとは異なるが、植物体春化型の植物であり低温処理を行うと花芽が早くできることが知られている。